# Stormqueen!
Stormqueen! (Regina furtunii) este un roman științifico-fantastic (de fantezie științifică) din 1978 al scriitoarei americane Marion Zimmer Bradley. 
Face parte din Seria Darkover care are loc pe planeta fictivă Darkover din sistemul stelar fictiv al unei gigante roșii denumită Cottman. Planeta este dominată de ghețari care acoperă cea mai mare parte a suprafeței sale. Zona locuibilă se află la doar câteva grade nord de ecuator.
Stormqueen! are loc cu două sute de ani înainte de Two To Conquer, în perioada istorică de pe Darkover cunoscută sub numele de Epoca Haosului. Tema de bază a Stormqueen! este un program de înmulțire, care are de-a lungul secolelor, pentru a produce puteri laran-ice (telepatice etc.) mai puternice, rezultând indivizi precum Dorilys și Allart, ale căror puteri sunt potențial letale.

## Prezentare
Lady Aliciane din Rockraven, barragana (concubina) lui Mihail din Aldaran, moare dând naștere unei fiice, Dorilys. În copilărie, se descoperă că Dorilys are laran-ul legat de vreme, provocând furtuni și fulgere atunci când este furioasă.
Allart Hastur părăsește Mănăstirea Nevarsin, unde a trăit de șase ani, învățând să trăiască cu o formă de laran care îl determină să experimenteze premoniții multiple ale viitorului. O întâlnește pe Cassandra Aillard, femeia cu care familia lui intenționează să-l căsătorească. El crede că orice copil din viitor pe care ei doi l-ar putea concepe le va provoca moartea. Pentru a evita această soartă, ei devin muncitori în turnul celibatarilor de lângă lacul Hali.
Lordul Rakhal Aldaran din Scathfell ajunge cu fiul său la Castelul Aldaran. Scathfell dorește să se asigure că fiul său Darren se căsătorește cu Dorilys, care acum are unsprezece ani. La cererea mâinii, Darren o judecă ca fiind mult mai în vârstă decât i s-a spus și încearcă să o forțeze să aibă relații sexuale. Laranul auto-protector al lui Dorilys îl lovește pe Darren care cade mort. Scathfell jură răzbunare. Fratele vitreg al lui Dorilys, Donal, este trimis să obțină ajutor de la Turnul Hali pentru Dorilys.
Damon-Rafael Hastur din Elhayln, fratele lui Allart, ajunge la Hali și îi cere să întreprindă o misiune diplomatică la Aldaran. Sosește și Donal Delleray, care cere ajutor pentru Dorilys. Allart și Renata îl însoțesc pe Donal înapoi la Aldaran.
După ce a lucrat o zi cu Dorilys, Renata îl avertizează pe Aldaran că, în timp ce Donal are laran-ul legat de vreme, Dorilys are darul într-o formă letală. De asemenea, afirmă că Dorilys și-a folosit deja puterea de trei ori pentru a ucide pe cineva de care se temea.
Renata încearcă să o învețe pe Dorilys să controleze atât comportamentul, cât și abilitățile ei laran-e. Ea, Allart, Donal și Dorilys folosesc planoare pentru a ajunge la turnul pompierilor. Dorilys explică faptul că poate vedea trecutul, prezentul și viitorul în focul; și că Donal are aceeași abilitate cu furtunile. Renata află că Dorilys are capacitatea de a extrage puterea din câmpurile magnetice ale planetei.
Pentru a ocoli cererile făcute de fratele său, Lord Aldaran o logodește pe fiica sa, Dorilys, cu fratele ei vitreg, Donal. Donal, care s-a îndrăgostit de Renata, obiectează, dar nu poate modifica voința tatălui său adoptiv. Donal și Dorilys sunt căsătoriți în Midwinter Night.
Allart își folosește darul de a vedea mai multe variante ale viitorului, dar este copleșit de viziuni despre moarte și distrugere. Își teleportează soția, Cassandra, din Turnul Hali, pentru protecția ei. El este avertizat de muncitorii de la Hali că Damon-Rafael, fratele său, va merge în Aldaran, pentru a o cere pe Cassandra pentru el însuși.
Aproximativ o săptămână mai târziu, Rakhal din Scathfell, care și-a unit forțele cu Damon-Rafael Hastur, cere lui Aldaran să i-o dea pe Dorilys ca să se căsătorească cu unul dintre fiii lui Scathfell. Când Aldaran refuză, castelul este asediat cu arme bazate pe laran, inclusiv clingfire (foc agățător). Dorilys este capabilăă să evite atacul. După alte câteva atacuri, Lord Aldaran decide să folosească puterile lui Dorilys la maxim împotriva armatei atacante, în ciuda avertismentelor lui Allart și ale celorlalți.
Fratele lui Allart, Damon-Rafael, trimite o vorbă cerându-i lui Allart să o predea pe Cassandra. După ce a încercat să discute cu fratele său, Allart îi arată telepatic viitorul pe care îl va aduce planetei Darkover dacă o fură pe Cassandra și se încoronează ca rege. Decât să fie cauza unui astfel de viitor, Damon-Rafael se sinucide.
La sărbătoarea care a urmat victoriei, Dorilys își dă seama că Donal nu o iubește; mai degrabă este îndrăgostit de Renata. Acționând din temperament, îl lovește pe Donal, ucigându-l instantaneu. Renata o controlează pe Dorilys și o droghează. Renata îl caută pe Donal în lumea de dincolo, dar o întâlnește pe Dorilys așa cum ar fi putut fi ea, cu autocontrol și matură emoțional. Dorilys îi spune Renatei că nu trebuie să se trezească niciodată, că puterea ei este prea periculoasă. Renata părăsește Overworld și creează un câmp de forță în jurul lui Dorilys. Corpul ei este înmormântat la Hali.
Într-un roman Darkover de mai târziu, Sharra's Exile, care are loc câteva sute sau mii de ani mai târziu, o delegație care merge să recupereze Sabia lui Aldones de la Hali vede „în spatele unui curcubeu de culori ... un catafalc în care zăcea corpul unei femei ... dormise acolo sau zăcuse acolo într-o moarte neschimbată, incoruptibilă, de mii de ani.

## Personaje
- Mihail, Lord de Aldaran
- Aliciane de Rockraven, mama lui Donal și a Dorylisei
- Donal Delleray, fiul lui Aliciane și un fiu mai mic al lui Rockraven
- Dorilys, fiica lui Mihail și Aliciane
- Allart Hastur de Elhayln
- Cassandra Aillard, soția lui Allart
- Renata Leynier, leronis

## Vezi și
- 1978 în științifico-fantastic